# David Bierens de Haan
David Bierens de Haan (1822-1895) va ser un matemàtic neerlandès conegut per les seves taules d'integrals definides.

## Vida i Obra
Bierens de Haan era fill del ric mercader Abraham Pieterszoon de Haan (1795–1880) i de Catharina Jacoba Bierens (1797–1835). El 1843 va acabar els seus estudis en matemàtiques i va rebre el doctorat per la Universitat of Leiden el 1847 sota la direcció de Gideon Janus Verdam (1802–1866) amb la tesi De Lemniscata Bernouillana. A continuació va ser professor de física i atemàtiques al institut de Deventer. el 1852 es va casar amb Johanna Catharina Justina IJssel de Schepper (1827–1906) a Deventer.
In 1856 va ser nomenat membre de la Reial Acadèmia Neerlandesa d'Arts i Ciències. Des de 1866 va ser professor de matemàtiques a la universitat de Leiden. A partir de 1888 va ser coeditor de les obres completes de Christiaan Huygens i el 1892 va editar l'Algebra de Willem Smaasen (1820–1850).
Tenia una gran biblioteca de matemàtiques, història de la ciència i pedagogia, que actualment es troba a la Biblioteca de la universitat de Leiden.
Les seves contribucions a les matemàtiques, a part d'algun treball actuarial i els seus articles sobre història de les matemàtiques, va consistir en la compilació d'una gran taula d'integrals: Tables d'intégrales définies (1858), Supplément aux tables d'intégrales définies (1864) i Nouvelles tables d'intégrales définies (1867).